# فرنسيس ويليس
فرنسيس ويليس (بالإنجليزية: Francis Willis)‏ هو سياسي أمريكي، ولد في 5 يناير 1745 في الولايات المتحدة، وتوفي في 25 يناير 1829 في نفس البلد. انتخب عضو مجلس النواب الأمريكي.